# Campsicnemus gloriosus
Campsicnemus gloriosus är en tvåvingeart som beskrevs av Van Duzee 1933. Campsicnemus gloriosus ingår i släktet Campsicnemus och familjen styltflugor. Inga underarter finns listade i Catalogue of Life.